# 411
Cette page concerne l'année 411  du calendrier julien. Pour l'année 411 av. J.-C., voir 411 av. J.-C. Pour le nombre 411, voir 411 (nombre).
L'année 411 est une année commune qui commence un dimanche.

## Événements
- Printemps[1] : le général Gerontius intervient en Gaule, bat Constant à Vienne et le fait exécuter.  Constantin se réfugie dans Arles où Gérontius vient l'assiéger, tandis que préfet du prétoire des Gaules Decimus Rusticus s'enfuit sur le Rhin. Surpris devant Arles par l'armée de Constantius, Gerontius lève le siège et s'enfuit en Espagne, où des soldats gaulois le tuent[2].
- Mai-juin : entrevue entre Pélage et Augustin d'Hippone à Carthage. Pélage part ensuite pour Jérusalem[3].
- ler-8 juin : conférence de Carthage présidée par Marcellinus[4]. Condamnation du Pélagianisme et du Donatisme par Augustin. Il reste alors deux cent soixante-dix-neuf évêques donatistes. Ceux qui résistent sont pourchassés impitoyablement. La répression est féroce, et en 413, l’Église latine triomphe.
- Juin (?)-août : l'usurpateur Constantin III est assiégé à Arles pendant trois mois par des troupes loyales à l'empereur Honorius conduites par Constantius. Une armée de Francs et d'Alamans rassemblée par le général franc Edobich arrive du Rhin pour le secourir mais est défaite devant Arles par Constantius et le maître de cavalerie ostrogoth Ulfilas. Edobich s'enfuit chez un de ses clients, le romain Ecdicius, un propriétaire terrien local, mais celui-ci lui le trahit et lui coupe la tête qu'il livre aux généraux d'Honorius. Isolé, Constantin III se réfugie dans une église avec son second fils Julien, puis se rend contre la promesse de la vie sauve[2].
- Août (?) : l'usurpateur Jovin est élu empereur à Mayence avec le soutien de l'Alain Goar et du Burgonde Gunthiarus[5].
- 18 septembre : les têtes de l'usurpateur Constantin III et de son fils Julien sont exposées à Ravenne[6].
- Automne : un synode réuni à Carthage désavoue Célestius, disciple de Pélage, qui part pour Éphèse[3].
- L'Hispanie après le partage de 411.

- Touchés par la famine, les peuples fédérés par Gerontius, entrés en Hispanie, se sédentarisent : royaume des Suèves en Galice (Tarraconaise) et au nord du Tage avec Braga pour capitale (411-585), des Vandales Silingues la Galice au Nord du Douro, des Alains de Respendial dans la meseta centrale (Lusitanie et Carthaginoise), des Vandales Asdingues en Andalousie (409-429)[6].

## Décès en 411
- Constant, fils de Constantin III, exécuté par Gerontius à Vienne.
- Edobich, général romain.
- Gerontius, général romain rebelle, tué en Espagne.